# Санта-Каталина (замок)
Замок Санта-Каталина (исп. Castillo de Santa Catalina) — замок в городе Санта-Крус-де-ла-Пальма на острове Пальма (Канарские острова). Оригинальный замок был возведён в 1554—1560 годах после нападения в 1553 году на город французских пиратов. Нынешний же был построен в период между 1685 и 1692 годами. В 1951 году замок получил статус исторического памятника. С 1949 года он находится в частной собственности и открыт для публики.

## Первый замок
Французские пираты напали на Санта-Крус-де-ла-Пальму 21 июля 1553 года, после чего городские власти возвели вокруг неё ряд укреплений. Строительство замка Санта-Каталина было начато в 1554 году и закончено в сентябре 1560 года.
Оригинальный замок состоял из платформы эллиптической формы и круглой башни. Эта планировка была несколько видоизменена Леонардо Торриани в 1585 году. К середине 1660-х годов замок был частично разрушен из-за воздействия моря и штормов, вызывавшего затопления близлежащего Барранко-де-лас-Ньевеса (одно из таких произошло 14 января 1671 года). Примерно с 1666 по 1681 год замок представлял собой руины, после чего был окончательно снесён.

## Второй замок

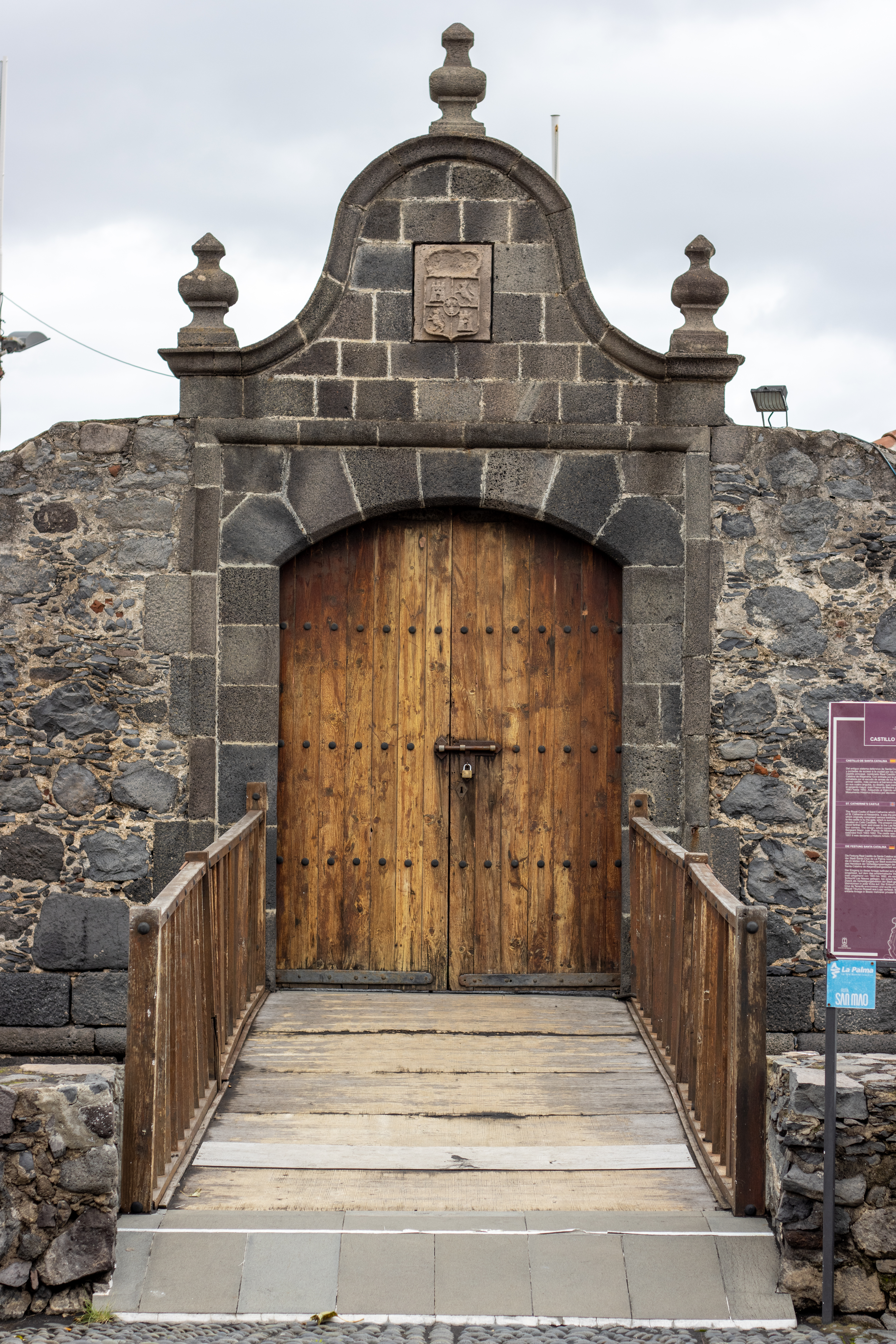
Вход в замок

Нынешний замок был построен в 1685—1692 годах на месте, расположенном рядом с тем, где ранее находился предыдущий замок. Земля под него была выделена в ноябре 1683 года. Изначальные средства на строительство замка в размере 30 000 серебряных реалов были собраны за счёт частных взносов, а оставшаяся их часть поступила от правительства острова в 1686 году.
Замок Санта-Каталина построен в стиле итальянского военного ренессанса XVI века. В плане он представляет собой четырёхугольник с треугольными бастионами по своим углам, широкой насыпью и рвом, через который проложен деревянный мост. На входном портале, расположенном ныне на улице Кастильете, изображён герб испанских католических королей. К помещениям замка относятся оружейная, пороховой погреб и подземелья, а также склад. В замке также располагается дом для губернатора и гарнизона. Замок Санта-Каталина использовался как гарнизон и тюрьма, среди известных заключённых которой был адвокат Ансельмо Перес де Брито.
Замок Санта-Каталина служил главным укреплением города. Его планировка аналогична планировке ныне разрушенного замка Сан-Кристобаль на острове Тенерифе, то есть представляет собой квадрат с валом на каждом из своих углов.